# Ugo Lombroso
Ugo Lombroso (Torino, 15 ottobre 1877 – Genova, 10 aprile 1952) è stato un fisiologo e superstite dell'Olocausto italiano di origine ebraica, studioso di fisiologia, principalmente pancreatica.

## Biografia
Ugo Lombroso cresce a Torino in una famiglia ebraica di scienziati ed intellettuali. Suo padre è il celebre antropologo Cesare Lombroso; sue sorelle sono l'antropologa e scrittrice per l'infanzia Paola Lombroso Carrara e la scrittrice medico Gina Lombroso.
Il giovane Lombroso studia presso la facoltà di medicina e chirurgia dell'Università di Torino sotto la direzione dapprima di Cesare Sacerdotti e poi di Benedetto Morpurgo, laureandosi nel 1903. Dal 1905 si specializza presso l'istituto di fisiologia sperimentale dell'Università di Roma, diretto da Luigi Luciani, iniziando una rapida carriera. Nel 1908 è il primo a pubblicare che un fattore lipolitico pancreatico è responsabile nell'ossidazione metabolica dei lipidi.
Nel 1913 sposa la veronese Silvia Forti; la coppia ha due figli: Nora (1914-2009) e Cesare (1917-2013).
Grazie alle sue scoperte, Ugo Lombroso diventa titolare della cattedra di fisiologia a Messina (1919), Palermo (1923), e Genova (1935). Socialista ed antifascista, è uno dei pochi accademici italiani ad aver sempre rifiutato l'iscrizione al partito fascista.
A causa delle leggi razziali del 1938, Lombroso è dismesso da ogni lavoro e incarico accademico in Italia e si trasferisce con la moglie in Francia per diventare Maître de Recherche presso l'École de Medicine di Parigi. Entrambi i loro figli si rifugiano negli Stati Uniti: Nora, la quale nell'aprile 1938 aveva sposato lo scienziato Bruno Rossi, accompagna il marito a Chicago. Cesare invece, medico come il padre, ripara a New York dove si sposa nel 1943: alla fine della guerra, dopo essere rientrato in Italia nel 1946 (dove svolge attività clinica presso l'Istituto "Gaslini" di Genova" fino al 1950) ritorna successivamente a Boston negli USA dove diverrà primario ospedaliero al Boston Children’s Hospital.
Nel frattempo, lo scoppio della seconda guerra mondiale e l'occupazione tedesca della Francia costringono Lombroso e la moglie a rimanere a Genova. Dopo l'8 settembre 1943 riescono a sopravvivere alle deportazioni, trovando rifugio in un piccolo villaggio presso una famiglia di conoscenti. Le traversie della famiglia durante gli anni delle persecuzioni razziali sono narrate dalla moglie Silvia Forti Lombroso in un libro (Si può stampare) che, pubblicato nel 1945, è uno dei primissimi memoriali della Shoah italiana.
Terminata la guerra, Lombroso è reintegrato nella Cattedra di Fisiologia all'Università di Genova, riprendendo pienamente la sua attività di insegnante e ricercatore, fino alla sua morte nel 1952.
Nel 1969 Silvia Forti Lombroso pubblica un secondo libro di memorie (Case di sogno, case di mattoni) nel quale ripercorre la propria esperienza di giovane sposa a casa Lombroso.

## Lavori
- Lombroso U. Sulla Funzione del Pancreas nel Ricambio Materiale. Torino: Sacerdote, 1908.
- Lombroso U. Sulla lipasi del secreto intestinale. Atti R Acc Lincei 17: 136–140, 1908.